# Sobekemsaf (Königin)
Sobekemsaf war eine altägyptische Königin der 17. Dynastie und Gemahlin von König Nub-cheper-Re Anjotef. Sie ist von einer Reihe von Monumenten bekannt und ist wahrscheinlich in Edfu begraben. Auf einer Stele aus Edfu, die ihrem Vater gehört, wird sie als Königsgemahlin bezeichnet. Der Name ihres Vaters ist darauf nicht erhalten. Dort werden auch zwei Schwestern, beide mit dem Titel Königstochter, genannt. Eine von ihnen heißt Neferen. Sobekemsaf ist auch von zwei Goldarmreifen bekannt, die sich heute im Britischen Museum befinden und aus Edfu stammen sollen. Auf beiden finden sich auch die Namen Nub-cheper-Re Anjotef, womit die Verbindung mit diesem Herrscher belegt ist. Aus der 18. Dynastie stammt die Stele des Juef, der von Renovierungsarbeiten am Grab der Sobekemsaf berichtet. Da Sobekemsaf auf der Stele des Juef den Titel Königstochter trägt, ist vermutet worden, dass es sich nicht um dieselbe Person handeln kann, da der Titel Königstochter sonst nicht für sie belegt ist.